# Osudový dotek
Osudový dotek (anglicky: The Butterfly Effect) je americký sci-fi psychologický thriller z roku 2004, napsaný a zrežírovaný Ericem Bressem a J. Mackey Gruberem. Originální název odkazuje k motýlímu efektu, což je hypotetický příklad v teorii chaosu, který ilustruje jak malé počáteční změny mohou vést v delším průběhu k nedozírným následkům.
Hlavní role ztvárnili Ashton Kutcher, který hraje 20letého studenta Evana Treborna, a Amy Smart, která ztvárnila jeho přítelkyni z dětství Kayleigh Millerovou.

## Děj
Evan zjistí, že má schopnost cestovat zpět v čase a ovládat své někdejší já, a tím změnit přítomnost. Jelikož v dětství utrpěl řadu traumat, ještě zhoršených dočasnou ztrátou paměti v důsledku stresu, pokouší se napravit věci jak pro sebe, tak své přátele, což však má pro všechny nechtěné následky. Film často využívá retrospektivních vzpomínek jednotlivých postav, když jim bylo mezi 7 a 13 lety, a v průběhu Evanových pokusů o změnu minulosti představuje několik alternativních současností, až se mu nakonec povede zajistit požadovaný stav.

## Ocenění
Film si nezískal filmové kritiky, byl však komerčně úspěšný a při nákladech 13 milionů dolarů měl tržby 96 milionů dolarů. Byl oceněn cenou Pegasus Audience Award na filmovém festivalu Brussels International Fantastic Film Festival, a vysloužil si nominaci na cenu Saturn Award v kategorii Nejlepší sci-fi film a Teen Choice Award v kategorii Choice Movie: Thriller.

## Obsazení
| Ashton Kutcher       | Evan Treborn       |
| Amy Smart            | Kayleigh Millerová |
| Elden Henson         | Lenny Kagan        |
| William Lee Scott    | Tommy Miller       |
| Melora Walters       | Andrea Trebornová  |
| Eric Stoltz          | George Miller      |
| Ethan Suplee         | Thumper            |
| Kevin Durand         | Carlos             |
| Callum Keith Rennie  | Jason Treborn      |
| Lorena Gale          | paní Boswellová    |
| Nathaniel DeVeaux    | dr. Redfield       |
| Tara Wilson          | Heidi              |
| Jesse Hutch          | Spencer            |
| Jacqueline Stewart   | Gwen               |
| John Patrick Amedori | 13letý Evan        |
| Logan Lerman         | 7letý Evan         |
| Irene Gorovaia       | 13letá Kayleigh    |
| Sarah Widdows        | 7letá Kayleigh     |
| Kevin G. Schmidt     | 13letý Lenny       |
| Jake Kaese           | 7letý Lenny        |
| Jesse James          | 13letý Tommy       |
| Cameron Bright       | 7letý Tommy        |